# Скачков, Гавриил Илларионович
Гавриил Илларионович Скачков (1745—1821) — русский духовный наставник старообрядцев-беспоповцев брачного Поморского согласия; настоятель Покровской часовни (Монинской моленной).

## Биография
Родился 18 марта 1745 года в Зарайске Переславль-Рязанской провинции в семье купца, принадлежавшей к древней ветви беспоповцев — Федосеевскому согласию, не признающему законности браков «в антихристовом мире». Изучал богословские науки, получив хорошее образование. Отделившись от «федосеевцев», стал поборником учения о законности брака, совершаемого мирянами. При этом Скачков апеллировал к творениям св. Дионисия Ареопагита, приводил доказательства из христианской истории, указывая, к примеру, на отсутствие брачного священнодействия во времена Василия Великого. C 1770-х годов от имени московских поморцев он вёл переговоры о примирении и единомыслии с братией исторического центра Поморского согласия — Выговского Данилова монастыря. Спустя некоторое время его старания увенчались успехом — зимой 1798 года Скачков привез в Москву послание выговских старцев, благословивших заключение браков.
В 1803 году Гавриил Скачков составил «Чин брачного молитвословия», или «Канон, певаемый во время сочетания безсвященнословного брака». Этот порядок долгое время служил предметом внутренних дискуссий среди поморцев. Также вопрос о законности «скачковского чина» специально разбирался на Первом Всероссийском соборе поморцев и закончился тем, что вновь введённый чин был признан равным старому. В октябре 1807 года он был избран настоятелем Монинской моленной (по имени купца Монина, принимавшего в ней значительное участие) и духовным отцом московской Поморской общины (см. Монинское согласие). 
Во время Отечественной войны 1812 года, при угрозе взятия Москвы Наполеоном, распорядился об эвакуации имущества моленной в другие города России, а сам остался в Москве ради больных и немощных. При пожаре в Москве во время отступления французских войск Монинская моленная сгорела. После ухода французов Скачков организовал сбор средств на строительство нового каменного здания часовни, которое было выстроено на прежнем месте.
Умер 15 августа 1821 года в Москве. Был похоронен на Преображенском кладбище (могила до наших дней не сохранилась). Г. И. Скачков был автором свыше тридцати сочинений, в основном касающихся вопросов брака.